# Elección presidencial de Alemania Occidental de 1984
En las elecciones a la presidencia de Alemania en 1984, Richard von Weizsäcker, alcalde de Berlín, fue elegido sexto Presidente Federal por la 8ª Asamblea Federal como sucesor de Karl Carstens. 

## Desarrollo
Debido a su avanzada edad, Carstens había decidido no postularse para la reelección.
Richard von Weizsäcker era candidato por segunda vez, después de 1974, cuando se había enfrentado a Walter Scheel, siendo vencido. 
En la primera ronda, Richard von Weizsäcker consiguió 832 votos, superando ampliamente  la mayoría absoluta necesaria. La escritora Luise Rinser fue apoyada por Los Verdes (que contaban con 39 escaños) y fue nominada como la única candidata  contra Weizsäcker, recibiendo 68 votos a favor. Hubo 117 abstenciones.
Las elecciones se llevaron a cabo en Bonn.

## Composición de la Asamblea Federal[1]
El Presidente es elegido por la Asamblea Federal integrada por todos los miembros del Bundestag y un número igual de delegados en representación de los estados. Estos se dividen proporcionalmente según la población de cada estado, y la delegación de cada estado se divide entre los partidos políticos representados en su parlamento a fin de reflejar las proporciones partidistas en el parlamento.
| Por Partido                 | Por Partido    | Por Partido | Por Estado        | Por Estado |
| Partido                     | Partido        | Miembros    | Estado            | Miembros   |
| --------------------------- | -------------- | ----------- | ----------------- | ---------- |
|                             | CDU/CSU        | 525         | Bundestag         | 520        |
|                             | SPD            | 426         | Baden-Württemberg | 77         |
|                             | FDP            | 47          | Baviera           | 94         |
|                             | Los Verdes     | 39          | Berlín            | 15         |
|                             | Independientes | 3           | Bremen            | 6          |
| Total                       | Total          | 1040        | Hamburg           | 13         |
|                             |                |             | Hesse             | 46         |
| Baja Sajonia                | 64             |             |                   |            |
| Renania del Norte-Westfalia | 141            |             |                   |            |
| Renania-Palatinado          | 32             |             |                   |            |
| Saarland                    | 9              |             |                   |            |
| Schleswig-Holstein          | 23             |             |                   |            |
| Total                       | 1040           |             |                   |            |

## Resultados[2]
Bonn, 23 de mayo de 1984. 1040 electores, mayoría absoluta de 521
| Candidato                                                                                | Apoyo político              | Votos | %    |
| ---------------------------------------------------------------------------------------- | --------------------------- | ----- | ---- |
| Richard von Weizsäcker                                                                   | CDU, CSU, SPD, FDP          | 832   | 80.0 |
| Luise Rinser                                                                             | Los Verdes                  | 68    | 6.5  |
| Votos en blanco                                                                          | Votos en blanco             | 117   | 11.3 |
| Votos inválidos                                                                          | Votos inválidos             | 11    | 1.1  |
| Electores que no sufragaron                                                              | Electores que no sufragaron | 12    | 1.2  |
| Total                                                                                    | Total                       | 1,040 | 100  |
| Con estos resultados, Richard von Weizsäcker fue elegido Presidente Federal de Alemania. |                             |       |      |